# 維琴察省
維琴察省（義大利語：Provincia di Vicenza）是意大利威尼托大区的一個省。面積2,722平方公里，2019年人口938,957人。首府維琴察。
下分114市鎮。